# Karin Rengefors
Karin Rengefors, född 21 januari 1966, är professor i limnologi och prodekan för Naturvetenskapliga fakulteten vid Lunds universitet.

## Biografi
Karin Rengefors tog kandidatexamen vid Uppsala universitet och disputerade vid samma lärosäte 1998 med doktorsavhandlingen The Role of Resting Cysts in the Survival and Succession of Freshwater Dinoflagellates. För denna avhandling belönades hon med Linnépriset av Kungliga Vetenskaps-Sociteten i Uppsala. Efter doktorsexamen arbetade hon i USA som postdoktor på Woods Hole Oceanographic Institution i Massachusetts (1999–2001).
2001 återvände hon till Sverige och en tjänst som forskarassistent i limnologi vid Lunds universitet. Vid samma universitet blev hon 2005 utnämnd till docent och 2008 till professor i limnologi.
I sin forskning studerar hon växtplanktons ekologi och evolution, med fokus på populationsgenetik och biogeografi. Hennes forskning omfattar även orsakerna till toxiska och besvärsbildande algblomningar.
Hon har studerat limniska och marina växtplankton inom ett flertal taxonomiska grupper, bland annat olika arter av dinoflagellater, den toxiska cyanobakterien Microcystis botrys och den besvärsbildande nålflagellaten gubbslem (Gonyostomum semen).
2011 blev hon invald som ledamot i Kungliga fysiografiska sällskapet i Lund.  Karin Rengefors var 2008–2013 ordförande i forskarskolan Graduate Research School in Genomic Ecology (GENECO). Hon belönades 2012 med Lunds universitets pedagogiska pris för sitt arbete med att utveckla forskarskolan. Hon var 2013–2016 ledamot i forskningsrådet Formas styrelse.
Under våren 2023 valdes hon till prodekan för Naturvetenskapliga fakulteten vid Lunds universitet. I januari 2024 tillträdde hon posten.